# Cicho
Cicho je čtvrtá studiová deska (druhá v polštině) zpěvačky Ewy Farné. Jedná se o polskou verzi alba Ticho. Album obsahuje 12 skladeb.
20. listopadu 2009 vyšla reedice doplněná o bonusový video materiál.

## Seznam skladeb
1. Cicho – 3:26
2. La la laj – 3:22
3. S.O.S.! Pomocy! – 3:54
4. Ogień we mnie – 2:19
5. Poznasz mnie, bo to ja – 3:43
6. Nie będziesz sam – 3:15
7. W niespełnieniu – 4:04
8. Już dorośnij! – 3:17
9. Kto to jest? – 3:12
10. Dokąd nas niesie – 3:49
11. Śmiej się – 3:26
12. Dmuchawce, latawce, wiatr – 4:01

Bonusy (reedice)
1. Cicho - videoklip (rež. Bartek Piotrowski)
2. Dmuchawce, latawce, wiatr - videoklip (rež. Bartek Piotrowski)
3. Tam, gdzie nie ma dróg - videoklip
4. Oto Ja - videoklip
5. Cicho - making of
6. Black Or White - vystoupení v pořadu "Szansa na sukces" (Telewizja Polska)
7. Cicho - vystoupení v pořadu "Gala Miss Polonia 2009" (Telewizja Polska)
8. Dmuchawce, latawce, wiatr - vystoupení v pořadu "Gala Miss Polonia 2009" (Telewizja Polska)